# Liste des exécutifs nord-irlandais
Cet article recense la liste des exécutifs d'Irlande du Nord depuis la conclusion de l'accord du Vendredi saint et l'adoption de la loi sur l'Irlande du Nord de 1998.

## Liste
| Exécutif  | Dates                   | Législature   | Premier ministre | Premier ministre | Vice-Premier ministre | Vice-Premier ministre | Partis | Partis |
| --------- | ----------------------- | ------------- | ---------------- | ---------------- | --------------------- | --------------------- | ------ | ------ |
| Premier   | 01/07/1998 – 15/10/2002 | 1re Assemblée |                  | David Trimble    |                       | Seamus Mallon         |        | UUP    |
| Premier   | 01/07/1998 – 15/10/2002 | 1re Assemblée | SDLP             | David Trimble    |                       | Seamus Mallon         |        |        |
| Premier   | 01/07/1998 – 15/10/2002 | 1re Assemblée | Mark Durkan      | David Trimble    |                       | DUP                   |        |        |
| Premier   | 01/07/1998 – 15/10/2002 | 1re Assemblée | Mark Durkan      | David Trimble    | SF                    |                       |        |        |
| Suspendu  |                         | 2e Assemblée  |                  | Vacant           |                       | Vacant                |        | Aucun  |
| Second    | 08/05/2007 – 16/05/2011 | 3e Assemblée  |                  | Ian Paisley      |                       | Martin McGuinness     |        | DUP    |
| Second    | 08/05/2007 – 16/05/2011 | 3e Assemblée  | SF               | Ian Paisley      |                       | Martin McGuinness     |        |        |
| Second    | 08/05/2007 – 16/05/2011 | 3e Assemblée  | Peter Robinson   |                  | UUP                   | Martin McGuinness     |        |        |
| Second    | 08/05/2007 – 16/05/2011 | 3e Assemblée  | Peter Robinson   | SDLP             |                       | Martin McGuinness     |        |        |
| Second    | 08/05/2007 – 16/05/2011 | 3e Assemblée  | Peter Robinson   | APNI             |                       | Martin McGuinness     |        |        |
| Troisième | 16/05/2011 – 25/05/2016 | 4e Assemblée  |                  | Peter Robinson   |                       | Martin McGuinness     |        | DUP    |
| Troisième | 16/05/2011 – 25/05/2016 | 4e Assemblée  | SF               | Peter Robinson   |                       | Martin McGuinness     |        |        |
| Troisième | 16/05/2011 – 25/05/2016 | 4e Assemblée  | Arlene Foster    |                  | UUP                   | Martin McGuinness     |        |        |
| Troisième | 16/05/2011 – 25/05/2016 | 4e Assemblée  | Arlene Foster    | SDLP             |                       | Martin McGuinness     |        |        |
| Troisième | 16/05/2011 – 25/05/2016 | 4e Assemblée  | Arlene Foster    | APNI             |                       | Martin McGuinness     |        |        |
| Quatrième | 25/05/2016 – 16/01/2017 | 5e Assemblée  |                  | Arlene Foster    |                       | Martin McGuinness     |        | DUP    |
| Quatrième | 25/05/2016 – 16/01/2017 | 5e Assemblée  | SF               | Arlene Foster    |                       | Martin McGuinness     |        |        |
| Cinquième | 11/01/2020 - 4/02/2022  | 6e Assemblée  |                  | Arlene Foster    |                       | Michelle O'Neill      |        | DUP    |
| Cinquième | 11/01/2020 - 4/02/2022  | 6e Assemblée  | SF               | Arlene Foster    |                       | Michelle O'Neill      |        |        |
| Cinquième | 11/01/2020 - 4/02/2022  | 6e Assemblée  | UUP              | Arlene Foster    |                       | Michelle O'Neill      |        |        |
| Cinquième | 11/01/2020 - 4/02/2022  | 6e Assemblée  | SDLP             | Arlene Foster    |                       | Michelle O'Neill      |        |        |
| Cinquième | 11/01/2020 - 4/02/2022  | 6e Assemblée  | Paul Givan       |                  | APNI                  | Michelle O'Neill      |        |        |